# 3191 Svanetia
3191 Svanetia (1979 SX9) là một tiểu hành tinh vành đai chính được phát hiện ngày 22 tháng 9 năm 1979 bởi N. Chernykh ở Nauchnyj.